# Савант (серіал)
Савант — це майбутній американський кримінальний трилер у форматі мінісеріалу, заснований на статті Андреа Стенлі. Режисером серіалу виступить Метью Гайнеман, а головні ролі виконають Джессіка Честейн та Намді Асомуга.

## Сюжет
Серіал, за повідомленнями, натхненний реальною історією під назвою «Чи можливо зупинити масову стрілянину до того, як вона станеться?», яка була опублікована в журналі Cosmopolitan у серпні 2019 року. В її центрі — жінка, відома як «Савант», яка проникає в онлайн-групи ненависти з метою запобігти масштабним публічним нападам.

## Акторський склад

### Головні ролі
- Джессіка Честейн — Савант
- Намді Асомуга(інші мови)

### Повторювані ролі
- Джеймс Бедж Дейл
- Коул Доман
- Майкл Мослі(інші мови)
- Дагмара Домінчик
- Джордана Спіро(інші мови)
- Трініті Лі Ширлі
- Туссен Франсуа Баттіст
- Ганна Ґросс
- Девід Вілсон Барнс(інші мови)

## Виробництво

### Розробка
Сценарій до серіалу написала Мелісса Джеймс Ґібсон, яка також виконує обов'язки шоуранерки та виконавчої продюсерки. Режисером виступає Метью Гайнеман, а виробництвом займаються студії Fifth Season та Anonymous Content. Келлі Кармайкл з Freckle Films також є виконавчою продюсеркою поряд із Джессікою Честейн. Джессіка Джайлз, головна редакторка журналу Cosmopolitan, та Браян Медден, віцепрезидент із розвитку компанії Hearst Magazines, виступають продюсерами. Андреа Стенлі, авторка оригінальної статті для Cosmopolitan, консультує проєкт.

### Кастинг
У березні 2023 року Вараєті повідомило, що Джессіка Честейн зіграє головну роль у восьмисерійній драмі «Савант» для Apple TV. Честейн зазначила, що її акторське втілення було навмисно змінено, аби зберегти анонімність реальної героїні: «Я не хотіла виглядати й поводитися так, як вона, бо хочу зберегти її у таємниці».
У лютому 2024 року до акторського складу приєднався Намді Асомуга в головній ролі, а Джеймс Бедж Дейл — у повторюваній. Додатковий склад було оголошено в березні.

### Знімання
Знімання були заплановані на вересень 2023 року в Нью-Йорку, але фактично розпочалися у квітні 2024 року.